# ザ・ロッジ
ザ・ロッジ（The Lodge）はディズニー・チャンネルU.K.が放送しているテレビドラマシリーズである。日本でもディズニー・チャンネルで2019年1月14日から放送されている。

## 概要
- ジャンル -  ミュージカル、ドラマ、ミステリー
- オープニング・テーマ - Starting Over, Starting Now
- シーズン - 2シーズン、25話
  - シーズン1 - 10話
    - イギリス : 2016年9月23日 - 同年11月25日
    - アメリカ : 2016年10月17日 - 同年11月25日

  - シーズン2 - 15話
    - イギリス : 2017年6月9日 - 同年11月3日

## キャスト

### メインキャスト
スカイ・ハート / Skye Hart
演 - ソフィー・シムネット / Sophie Simnett
声 - 日笠陽子
ベン・エヴァンス / Ben Evans
演 - ルーク・ニュートン / Luke Newton
声 - 新垣樽助
ショーン・マシューズ / Sean Mattews
演 - トーマス・ドハティ / Thomas Doherty
声 - 佐藤美一
ダニエル / Danielle
演 - ベサン・ライト / Bethan Wright
声 - 望田ひまり
ノア / Noah
演 - ジェイデン・レヴリ / Jayden Revri
ケイリー / Kaylee
演 - ジェイド・アレン / Jade Alleyne
声 - 三重野帆貴
ジョシュ / Josh
演 - ジョシュア・シンクレア＝エヴァンス / Joshua Sinclair-Evans

### サブキャスト
エド・ハート / Ed Hart
演 - マーカス・ガーベイ / Marcus Garvey
SJ[サミュエル・ジェームズ] / SJ[Samuel James]
演 - ジョン・ホプキンス / John Hopkins
パトリック・ノース / Patric North
演 - ジェフリー・マクギバン / Geoffrey McGivern
ギル・マシューズ / Gil Mattews
演 - ダン・リチャードソン / Dan Richardson
クリスティーナ / Christina
演 - エリー・テイラー / Ellie Taylor
オリヴィア / Olivia
演 - ライラ・ロウアス / Laila Rouass
オズ / Oz
演 - ドミニク・ハリソン / Dominic Harrison
カイル / Kyle
演 - トム・ハドソン / Tom Hudson
アーロン / Aaron
演 - マーティン・アンゾー / Martin Anzor
ローリー / Lori
演 - サラ・ノータ / Sarah Nauta
アナ / Ana
演 - クララ・ルガード / Clara Rugaard
イーサン・エヴァンス / Ethan Evans
演 - キャメロン・キング / Cameron King